# Sachiko Morisawa
Sachiko Morisawa (jap. 森沢 幸子, Morisawa Sachiko; * 12. Februar 1944) ist eine ehemalige japanische Tischtennisspielerin. Sie wurde 1967 Weltmeisterin im Einzel, Doppel und im Teamwettbewerb.
Bei ihrer ersten Teilnahme an einer Weltmeisterschaft 1967 in Stockholm, bei der China nicht antrat, gewann Sachiko Morisawa zunächst mit der japanischen Damenmannschaft Gold. Danach wurde sie Weltmeister im Einzel, indem sie das Endspiel gegen Naoko Fukazu (Japan) gewann. Zusammen mit Saeko Hirota (Japan) holte sie noch den Titel im Doppel. Durch diese Erfolge gelang ihr in der ITTF-Weltrangliste der Sprung von Platz acht an die Spitze.
Bei der nächsten WM 1969 in München konnte sie keinen Titel verteidigen. Mit der Mannschaft wurde sie Dritter, im Doppel schied sie im Viertelfinale aus. Im Einzel unterlag sie in der ersten Runde der Außenseiterin Pauline Piddock, die in ihrem Heimatland England lediglich als Nummer fünf galt.
Bei den Asiatischen Meisterschaften (Asian Championship TTFA) gewann sie 1967 den Doppelwettbewerb mit Saeko Hirota und auch die Mannschaftskämpfe. Ein Jahr später kam sie im Doppel (mit Toshiko Kowada) und auch mit der Mannschaft ins Endspiel.

## Turnierergebnisse
| Verband | Veranstaltung           | Jahr | Ort       | Land | Einzel     | Doppel        | Mixed     | Team |
| ------- | ----------------------- | ---- | --------- | ---- | ---------- | ------------- | --------- | ---- |
| JPN     | Asienmeisterschaft TTFA | 1968 | Jakarta   | INA  | Halbfinale | Silber        |           | 2    |
| JPN     | Asienmeisterschaft TTFA | 1967 | Singapur  | SIN  |            | Gold          |           | 1    |
| JPN     | Asienspiele             | 1966 | Bangkok   | THA  |            | Halbfinale    |           | 1    |
| JPN     | Weltmeisterschaft       | 1969 | München   | FRG  | letzte 64  | Viertelfinale | letzte 16 | 3    |
| JPN     | Weltmeisterschaft       | 1967 | Stockholm | SWE  | Gold       | Gold          | letzte 16 | 1    |